# Hymn Gruzji
Tawisupleba (w alfabecie gruzińskim თავისუფლება, trb. Tavisupleba, tłum. „Wolność”) – hymn państwowy Gruzji przyjęty 23 kwietnia 2004 roku. Autorem tekstu jest Dawit Maghradze, natomiast muzykę skomponował Zakaria Paliaszwili.

## Historia
Nowy hymn Gruzji został przyjęty 23 kwietnia 2004 roku, dokładnie 5 miesięcy po rezygnacji prezydenta Eduarda Szewardnadzego.
Tawisupleba zastąpił poprzedni hymn Dideba zecit kurtcheuls, obowiązujący w latach niepodległości 1918–1920 i przywrócony po ogłoszeniu przez Gruzję niepodległości od Związku Radzieckiego w roku 1991 i używany do 23 kwietnia 2004.

## Słowa
| ჩემი ხატია სამშობლო, სახატე მთელი ქვეყანა, განათებული მთა-ბარი, წილნაყარია ღმერთთანა. თავისუფლება დღეს ჩვენი მომავალს უმღერს დიდებას, ცისკრის ვარსკვლავი ამოდის და ორ ზღვას შუა ბრწყინდება, დიდება თავისუფლებას, თავისუფლებას დიდება. | Czemi chatia samszoblo, Sachate mteli kwekana, Ganatebuli mta-bari, Cilnakaria Ghmerttana. Tawisupleba dghes czweni Momawals umghers didebas, Ciskris warskwlawi amodis Da or zghwas szua brckindeba, Dideba tawisuplebas, Tawisuplebas dideba. | Mą ikoną jest Ojczyzna, jej oprawą – cały świat, jasne góry i doliny, które dzielim razem z Bogiem. Dziś nasza niepodległość wyśpiewuje sławę przyszłości, Jutrzenka wschodzi i między dwoma morzami lśni. Sława niepodległości, niepodległości niech będzie sława! |